# 30917 Moehorgan
30917 Moehorgan este un asteroid din centura principală de asteroizi.

## Descriere
30917 Moehorgan este un asteroid din centura principală de asteroizi. A fost descoperit pe 19 aprilie 1993 la McGraw-Hill de John L. Tonry. Asteroidul prezintă o orbită caracterizată de o semiaxă mare de 3,18 ua, o excentricitate de 0,12 și o înclinație de 25,8° în raport cu ecliptica.